# Nado sincronizado no Campeonato Mundial de Esportes Aquáticos de 2013 - Rotina técnica equipes
A rotina técnica equipes do nado sincronizado no Campeonato Mundial de Esportes Aquáticos de 2013 foi realizada entre os dias 20 de julho e 22 de julho no Palau Sant Jordi em Barcelona.

## Calendário
| Fase          | Data        |
| ------------- | ----------- |
| Eliminatórias | 20 de julho |
| Final         | 22 de julho |

## Medalhistas
| Ouro | Prata | Bronze |
| Rússia · Vlada Chigireva · Daria Korobova · Alexandra Patskevich · Elena Prokofyeva · Alla Shishkina · Maria Shurochkina · Angelika Timanina · Alexandra Zueva · Mikhaela Kalancha (reserva) · Anisya Olkhova (reserva) | Espanha · Clara Basiana · Alba María Cabello · Ona Carbonell · Margalida Crespí · Thaïs Henríquez · Paula Klamburg · Meritxell Mas · Cristina Salvador · Clara Camacho (reserva) · Sara Levy (reserva) | Ucrânia · Lolita Ananasova · Olena Grechykhina · Ganna Klymenko · Kateryna Reznik · Oleksandra Sabada · Kateryna Sadurska · Anastasiya Savchuk · Anna Voloshyna · Maryna Golyadkina (reserva) · Olha Zolotarova (reserva) |

## Resultados
| Pos.              | Nacionalidade   | Eliminatória | Eliminatória | Final  | Final |
| Pos.              | Nacionalidade   | Pontos       | Pos.         | Pontos | Pos.  |
| ----------------- | --------------- | ------------ | ------------ | ------ | ----- |
| Medalha de ouro   | Rússia          | 96.500       | 1            | 96.600 | 1     |
| Medalha de prata  | Espanha         | 94.700       | 2            | 94.400 | 2     |
| Medalha de bronze | Ucrânia         | 93.200       | 3            | 93.300 | 3     |
| 4                 | Japão           | 92.200       | 4            | 92.200 | 4     |
| 5                 | Canadá          | 90.100       | 5            | 90.300 | 5     |
| 6                 | Itália          | 89.600       | 6            | 89.900 | 6     |
| 7                 | França          | 87.100       | 7            | 87.200 | 7     |
| 8                 | Grécia          | 86.300       | 8            | 86.400 | 8     |
| 9                 | Coreia do Norte | 83.800       | 11           | 84.300 | 9     |
| 10                | Brasil          | 84.600       | 9            | 84.000 | 10    |
| 11                | México          | 84.100       | 10           | 83.700 | 11    |
| 12                | Países Baixos   | 81.800       | 12           | 81.700 | 12    |
| 13                | Cazaquistão     | 81.600       | 13           | 4      | 13    |
| 14                | Egito           | 77.000       | 14           | 3      | 14    |
| 15                | Singapura       | 69.800       | 15           | 2      | 15    |
| 16                | Costa Rica      | 63.400       | 16           | 1      | 16    |